# لهاسا آپسو
لاسا آپسو (به انگلیسی: Lhasa Apso) سگی است از پستانداران جز سگ های پر انرژی و ورزشکار است

## تاریخچه

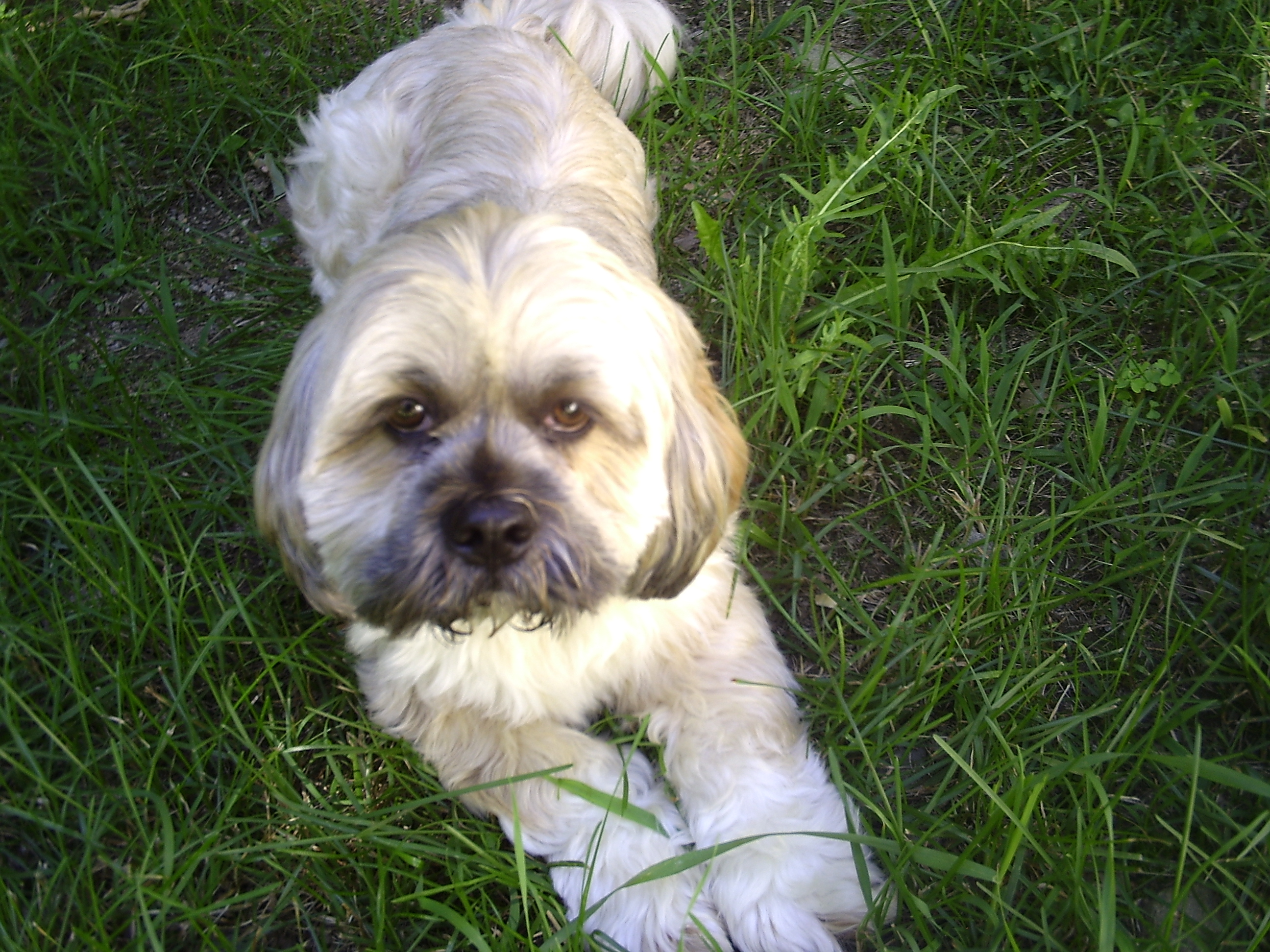
لهاسا آپسوبا موهای کوتاه

موطن اصلی لَهاسا آپسو تبت می‌باشد. این سگ نام خود را از شهر لَهاسا کسب کرده‌است. برای ۲۰۰۰ سال این نژاد تنها در تبت و توسط مردان مقدس در معابد پرورش می‌یافت. آنها اعتقاد داشتند که روح صاحب لَهاسا آپسو پس از مرگ به درون بدن این سگ منتقل می‌شود. آنها همچنین معتقد بودند که این سگ خوش یمنی را به زندگی صاحبش می‌برد. بعدها مردان حکومتی تبت آنرا بعنوان تحفه به دیپلمات‌های خارجی هدیه کردند. این نژاد برای اولین بار در سال ۱۹۲۰ در انگلستان به نمایش درآمد.

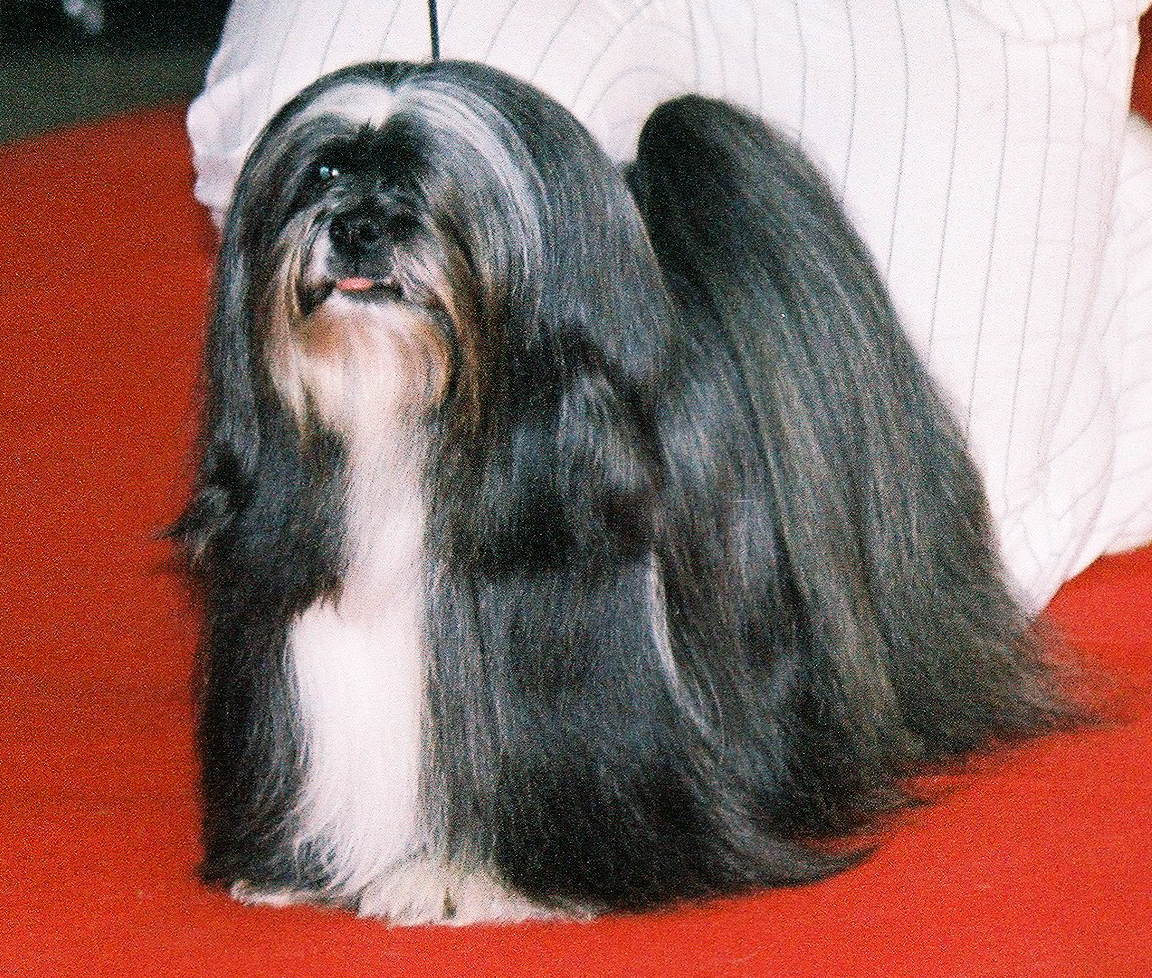
لهاسا آپسو

## خصوصیات بارز ظاهری
لَهاسا آپسو دارای پوشش بسیار بلند و مضاعف می‌باشد که از دو سوی بدنش به سطح زمین می‌رسد. به رنگهای طلایی، کرم، عسلی، دودی و چند رنگ یافت می‌شود. موها صاف، بلند و سنگین می‌باشد و حالت ابریشمی ندارد. دارای چشمهای تیره و فرو رفته‌است. گردنش توسط موهای بلندی پوشیده شده، دم پرپشت و فر خورده دارد.
- وزن در نرها: (۵-۶) ک.گ، در ماده‌ها: (۵-۶) ک.گ
- ارتفاع در نرها: (۲۵-۲۸) س.م، در ماده‌ها مقداری کوتاه تر می‌باشد.

همچنین عمری بین ۱۵ تا ۱۸ سال دارد.

## خصوصیات بارز اخلاقی
سگی سرسخت، باهوش و سر زنده‌است که رفتار دوستانه‌ای دارد.